# Woigot
Der Woigot ist ein knapp einundzwanzig Kilometer langer Bach, der im Département Meurthe-et-Moselle in der Region Grand Est verläuft. Er ist ein linker und nordwestlicher Zufluss der  Orne.

## Geographie

### Verlauf
Der Woigot entspringt auf einer Höhe von etwa 307 m beim Ort Bonvillers im Gemeindegebiet von Mont-Bonvillers.
Er entwässert generell Richtung Südost und mündet schließlich im Gemeindegebiet von Auboué auf einer Höhe von ungefähr 178 m von links in die Orne.
Der 20,63 km lange Lauf des Woigot endet ungefähr 129 Höhenmeter unterhalb des Ursprungs seiner Quelle, er hat somit ein mittleres Sohlgefälle von etwa 6,3 ‰.

### Zuflüsse
Reihenfolge von der Quelle zur Mündung. Daten nach SANDRE.
- Ruisseau de Préel (rechts), 1,6 km
- Ruisseau des Froides Fontaines (links), 4,0 km
- Ruisseau des Pres de Blancha (links), 2,0 km
- Ruisseau le Grand Ru (rechts), 3,5 km
- Ruisseau de la Vallee (links), 12,0 km, 35,0 km²

### Orte am Fluss
Reihenfolge von der Quelle zur Mündung.
- Bonvillers, Gemeinde Mont-Bonvillers
- Mairy, Gemeinde Mairy-Mainville
- Tucquegnieux
- Mancieulles, Gemeinde Val de Briey
- Mance, Gemeinde Val de Briey
- Briey, Gemeinde Val de Briey
- Moutiers
- Auboué

## Hydrologie
Für den Pegel Briey  wurde über einen Zeitraum von 54 Jahren (1967–2020) die durchschnittliche jährliche Abflussmenge des Woigot berechnet.
Im langjährigen Mittel beträgt die jährliche durchschnittliche Abflussmenge 1,25 m³/s. Die höchsten Wasserstände werden in den Wintermonaten Dezember bis Februar gemessen. 
Die Abflussmenge erreicht dabei mit 2,33 m³/s im Februar ihr Maximum. Von März an geht die Schüttung Monat für Monat merklich zurück und fällt im September mit 0,46 m³/s auf ihren niedrigsten Stand, um danach wieder bis Dezember von Monat zu Monat anzusteigen.